# Dinastía salomónica
La dinastía salomónica es una dinastía de Etiopía, que traza sus orígenes en Menelik I, que de acuerdo a la tradición, fue el hijo del rey Salomón con la reina de Saba, nacido tras esta última visitar Jerusalén, en un encuentro descrito en la Biblia. Esta casa real, fundada en el siglo XIII, no ha seguido una estricta sucesión dinástica, pues personas más preparadas dentro del mismo linaje podían ocupar la corona en lugar de los hijos del monarca. La dinastía salomónica fue una de las dos casas reales más antiguas de todo el mundo junto con la japonesa Casa Imperial de Yamato.

## Origen
Esta dinastía, vinculada a la iglesia ortodoxa etíope, llegó al poder el 10 de agosto de 1270 (10 Nehasé 1262, según el calendario etíope) cuando Yekuno Amlak derrocó al último gobernante de la dinastía Zagüe. Yekuno Amlak afirmó ser descendiente directo de la antigua familia real de Axum que los Zagoués habían suplantado en el trono. Proclamó Tegulet como la capital del nuevo reino (que incluye las actuales regiones de Amhara y Shewa) e instala en esta su corte. A su muerte en 1285, fue sucedido por su hijo Yagbéa Syon, que derrotando al Sultanato de Adal se aseguró el control de las rutas comerciales con el Egipto, marcando el comienzo de un período de prosperidad para el reino.

## Historia
Menelik II, y más tarde su hija Zauditu, fueron los últimos monarcas que quieran usar su descenso desde la línea masculina del rey Salomón y la reina de Saba, mientras que Lij Iyasou y Haile Selassie I pertenecieron a la línea femenina. Iyasu por su madre Shewarega Menelik y Haile Selassie por su abuela paterna, Tenagnework Sahle Selassie. La línea masculina siempre ha existido a través de los descendientes de Menelik, pero ha sido dejada de lado en gran medida debido a enemistades Menelik con esta rama de su familia.
Durante la mayor parte de la dinastía salomónica, el cuadrante noroeste de la actual meseta etíope era el núcleo del territorio del imperio. Esta zona ha cambiado a lo largo de los siglos, a veces incorporando partes del actual Sudán, áreas costeras del Mar Rojo y el Golfo de Aden, y que también se extiende al sur de Kenia. Las regiones del sur y el este se incorporaron en el reino de forma permanente durante los dos últimos siglos, sobre todo por la acción de Menelik II y Haile Selassie. La parte central del reino y el sur se incorporaron al imperio bajo el reinado de Amda Seyon I y Zar'a Ya'iqob pero las áreas periféricas se perdieron después de las guerras contra Ahmad ibn Ibrihim al-Ghazi.

## Derrocamiento de la dinastía
La dinastía salomónica gobernó Etiopía con pocas interrupciones, hasta 1974, cuando el último emperador, Haile Selassie, fue derrocado. En 1930 llegó al poder Haile Selassie que sufrió primero la invasión italiana en 1936 y posteriormente la ocupación y el exilio en Inglaterra hasta 1941, cuando los aliados tomaron el control de la región del Cuerno de África. En los años setenta el Negus, con ochenta años, negó la existencia de la hambruna que estaba diezmando las regiones de Tigray y Wolo se abstuvo de intervenir. Para el ejército, ya en estado de agitación durante años, fue el pretexto para en 1974 se llevar a cabo un golpe de Estado que derrocó a la monarquía, aprisionando el emperador, y proclamando el nacimiento del Derg.
Durante la revolución de Etiopía de 1974, los miembros de la familia real fueron ejecutados, encarcelados o exiliados. Los que habían sido detenidos no fueron puestos en libertad en 1989-1990 y se les permitió salir del país sólo cuando el Derg comienza a ver su autoridad desafiada para finalmente ser derrocado en 1991. Varios miembros de la familia imperial ya han decidido volver a Etiopía.

## Heráldica
El blasón imperial fue adoptado por el emperador Haile Selassie. Consiste en un trono imperial, flanqueado por dos ángeles, uno que sostiene una espada y escalas, la otra sosteniendo el cetro imperial. El trono se muestra a menudo con una cruz cristiana, una estrella de David y una luna creciente, que representan la tradición cristiana, judía e islámica. Está cubierto con una capa roja y una corona imperial, y delante del trono, la figura del león de Judá, que aparece en el centro de los tres colores de la bandera de Etiopía bajo la monarquía. La frase "Moa Ambassa ze imnegede Yehuda" (la conquista de la tribu del León de Judá), que aparece en el escudo, todavía por encima del título oficial del emperador, pero con referencia a Cristo en lugar de la monarca. La moneda oficial de la dinastía imperial es Ityopia tabetsih edewiha habe Igziabiher ("Etiopía se extiende sus manos al Señor") tomada del libro de los Salmos.